# Abbaye Saint-Martin de Chore
L’abbaye Saint-Martin de Chore, était une abbaye bénédictine de moines fondée au Xe siècle au village de Cure (autrefois Chors, Chora ou Chore) qui était le siège d'une paroisse située à l'est de Domecy, à flanc de colline, qui s'avance comme une presqu'île, jusqu'à la rivière de la Cure. Ce hameau dépend aujourd'hui de la commune de Domecy-sur-Cure, à environ neuf kilomètres de Vézelay. Il ne reste de l'abbaye que la tour ronde et la tour carrée, les fossés et l'église.

## Histoire

### Fondation
Ce lieu est décrit comme rude et agreste. La vieille église est dédiée à saint Antoine[Lequel ?] et date du XIIe siècle.
Certains disent que l'abbaye Sancti Martini de Chora abbatia fut fondée par le baron Hervé IV de Donzy (1175-1222) et son épouse Mathilde de Courtenay (1188-1257) dite Mahaut Ire de Nevers.
D'autres, dont l'abbé Baudiau, en font l'honneur aux anciens sires de Chastellux, qui y possédaient un droit de sépulture et dont les terres étaient limitrophes. Or elle n'a pu être fondée par Hervé de Donzy puisqu'elle existait déjà dans la première moitié du XIIe siècle. En effet, d'après Hugues de Poitiers, le pape Eugène III, qui fut sur le trône de saint Pierre de 1145 à 1154, écrivait à l'abbé de Chore vers 1150 : « Notre cher fils Pons, abbé de Vézelay, s'est plaint à nous que vous ayez enlevé, par violence, et reteniez injustement certaines dîmes et les droits parochiaux du village de Précy, qui est de sa dépendance. Il se plaint encore que vous refusiez de payer à G… et V…, habitants de Vézelay, certaines sommes qu'ils vous ont prêtées. Comme nous devons justice à tous, nous vous mandons, par ces présentes, de porter le différend devant notre cher fils Étienne, abbé de Régny et de vous soumettre à ce qu'il décidera. » Il écrivit dans le même temps le 5 des calendes de février : « Nous soumettons à votre jugement le différend qui existe entre nos chers fils Pons, abbé de Vézelay, et G…, abbé de Chors, et vous mandons de les citer devant vous pour entendre la cause et la juger. »
Selon Hugues de Flavigny, l'abbaye de Chore aurait même existé avant 960 car, d'après lui, Rotmond, évêque d'Autun qui tint le siège épiscopal de 935 à 968, l'aurait ruinée pour construire le château de Pierre-Perthuis.
Il paraît donc que le comte et la comtesse de Nevers ne furent que des bienfaiteurs de l'abbaye, comme le note l'abbé Jean Lebeuf, qui nous dit que Hervé de Donzy dota cette abbaye. Ses successeurs jouissaient donc en conséquence du droit de garde-gardienne sur le monastère. Le seigneur de Pierre-Perthuis leur contestait d'ailleurs ce droit, disant le tenir en fief du duché. Guy Coquille nous dit à ce sujet que les ducs de Nevers en avaient la possession et qu'il en existait un Acte solennel de l'an 1544

### Seigneurie
L'abbé jouissait du droit de haute, moyenne et basse justice, et du droit de dangers avec titre de bailliage, dans toute la paroisse de Cure, dont il était le seigneur, ainsi que dans les autres dépendances de son abbaye. Il avait le patronage de différentes cures et le droit de mesure. Le bornage de la justice fut refait le 10 octobre 1553 par l'abbé Abondio et les seigneurs voisins.

### XVe–XVIIesiècle
En 1430 les bâtiments étaient déjà en très mauvais état, selon les termes d'une donation faite d'une somme de 100 livres tournois par Jean du Bouchet, seigneur de Nuars et écuyer d'écurie du comte de Nevers. Il dit que cette somme est destinée à faire les réparations nécessaires à l'église de ladite abbaye de Chors.
L'abbaye fut sécularisée un peu avant 1498 puisque l'abbé Antoine de Chalon est dit abbé commendataire. Elle comptait encore quinze moines à cette époque, et leur nombre tomba alors à quatre. C'est en 1537 que l'abbaye de Vézelay sera sécularisée à son tour.
Jean-Baptiste Abondio, prêtre vénitien, abbé en 1547, afferma le Labourage de Sainte-Christine à son œuvre et l'ensemble des dépendances de l'abbaye le 27 mars 1549, deux ans après sa nomination, pour une somme de 900 livres, outre les charges, et refit le bornage de la justice avec les seigneurs voisins le 10 octobre 1553. Son neveu, Ottaviano Abondio, reprit en 1559 et fit informer contre le lieutenant de Pierre-Perthuis en 1567 pour avoir empêché les officiers de Cure d'exercer la justice à Chalvron.
François Guierry, abbé, chanoine de Vergy et aumônier du roi, vit sa maison pillée et profanée par le calviniste Lazare de Loron, seigneur de Domecy. En 1673, ils sont trois religieux présents à l'abbaye, dont le prieur.
Dès 1716, ils ne sont plus que l'abbé et un prêtre chapelain qui y célébra l'office jusqu'en 1790 et qui est payé 26 livres pour assurer les fonctions du culte. L'abbé qui a affermé le domaine se réserve les droits de nomination à tous les bénéfices de l'abbaye et tous les droits honorifiques en dépendant.

### XVIIIe–XXesiècle
En 1714, lorsque l'abbé Coste de Champeron prend possession de l'abbaye, il est dit dans un titre qu'il trouva les bâtiments en ruine et en grande partie démolis. Il plaida avec les héritiers bénéficiaires de l'abbé Morand, son prédécesseur, et les parties parvinrent à un accord laissant le 29 juillet 1715 une somme de 5 600 livres au nouvel abbé « tant pour raison des réparations ès églises, bâtiments, moulins, vignes de ladite abbaye que pour les dégradations prétendues dans les bois, taillis qui en dépendent ; lesdites déprédations consistantes principalement au deffaut de baliveaux et détériorations desdits taillis […] »[réf. nécessaire]
Moyennant cette somme à forfait de 5 600 livres, « ledit abbé de Champeron promet de garantir lesdits sieurs héritiers Morand de toutes les prétentions que des curez, marguilliers et fabriciens des églises dépendantes de ladite abbaye peuvent avoir touchant lesdites réparations, livres et ornements desdites églises autant et pour la portion que ledit sieur abbé de Chors (Nicolas Morand) en peut être tenu […] »[réf. nécessaire]
Le même abbé passe un bail le 27 août 1716 avec François Bouteron, fermier de Domecy-sur-Cure, à sa femme et sa belle-mère de la terre et revenus de ladite abbaye et ses dépendances, bail fait pour neuf ans, moyennant la somme de 1 600 livres, plus 800 livres pour les décimes ordinaires et extraordinaires. Par ce même bail, l'abbé se réserve son appartement abbatial qui comprend tout le corps de logis qui regarde sur le bois du côté de septentrion. L'abbé se réservant tous les bois taillis et futayes dans lesquels les preneurs pouvaient prendre le bois mort pour leur chauffage seulement. Il se réservait la nomination à tous les bénéfices de ladite abbaye.

## Architecture
L'abbaye formait un quadrilatère qui du nord au Sud faisait 25 mètres, sur 19 mètres d'est en ouest. Elle était entourée de fossés et accessible par un pont-levis.

### Église abbatiale
L'église romane, à l'abside voûtée, fait 22 mètres de long sur environ 7 mètres de large. De chaque côté du chœur se trouve une chapelle. Celle du sud, qui  sera utilisée comme pressoir au XIXe siècle, est voûtée à nervures dans un style renaissance. Sur le portail de l'ouest s'élevait une tour déjà ruinée en 1865.
La chapelle Sain-Jean fut fondée par Hugues de Saint-Aubin, seigneur de Domecy, qui donna un legs de cent sous de rente annuelle et perpétuelle, en 1408, pour y faire chanter, chaque samedi de l'année, la messe de Notre-Dame dans cette chapelle.
En 1430, l'église a besoin de réparations. Elle est en friche et toute désolée, tant en maçonnerie, couvertures et lambris. Son bienfaiteur, Jean du Bouchet, veut qu'avec le quart des cent livres tournois qu'il donne « elle soit chambrillée, préalablement de chambris de chaigne, tout au long, selon qu'il en a marchandé, et que le surplus de ladicte somme soit employé esdictes réparations, là ou il sera le plus expédient et nécessaire ».
L'église servait d'entrepôt au XIXe siècle.

### Sépultures
Le caveau recevait autrefois les dépouilles de Guy de Chastellux et de Jean de Chastellux, ainsi que d'autres personnages importants et bienfaiteurs de l'abbaye. Il est aujourd'hui complètement vide.
- En 1291, Renaud, curé de Neuffontaines et archiprêtre d'Avallon, y choisit sa sépulture et donne, entre autres choses, un bréviaire à l'usage des moines noirs ;
- Regnault de Poily, écuyer, y choisit sa sépulture en 1330 et lègue vingt sous pour le repas de ses funérailles et une rente de cinq sous pour fonder son anniversaire ;
- Jeanne de Tais, femme de Girard Dupin, damoiseau, souhaite être enterrée au cimetière de l'abbaye et donne une rente perpétuelle de dix sous.

### Cloître
Aujourd'hui disparu.

### Jardins
- Jardin fruitiers derrière l'église ;
- Jardin attenant au bois de l'abbaye.

### Bâtiments conventuels
Les cellules des moines, qui unissaient l'église à la manse abbatiales, ont disparu. Au centre de l'abbaye se trouvait la cour ou préau avec un puits en son centre.
Le logis abbatial est un corps de logis regardant sur le bois du côté nord. La maison abbatiale et les dépendances étaient enfermées de murailles avec jardin, chènevières et vergers qu'occupait le seigneur abbé.

### Colombier
L'abbé s'en réservait la jouissance dans les différents baux.

### Moulin banal
Il possédait un battoir et avait à côté un petit jardin.

## Galerie

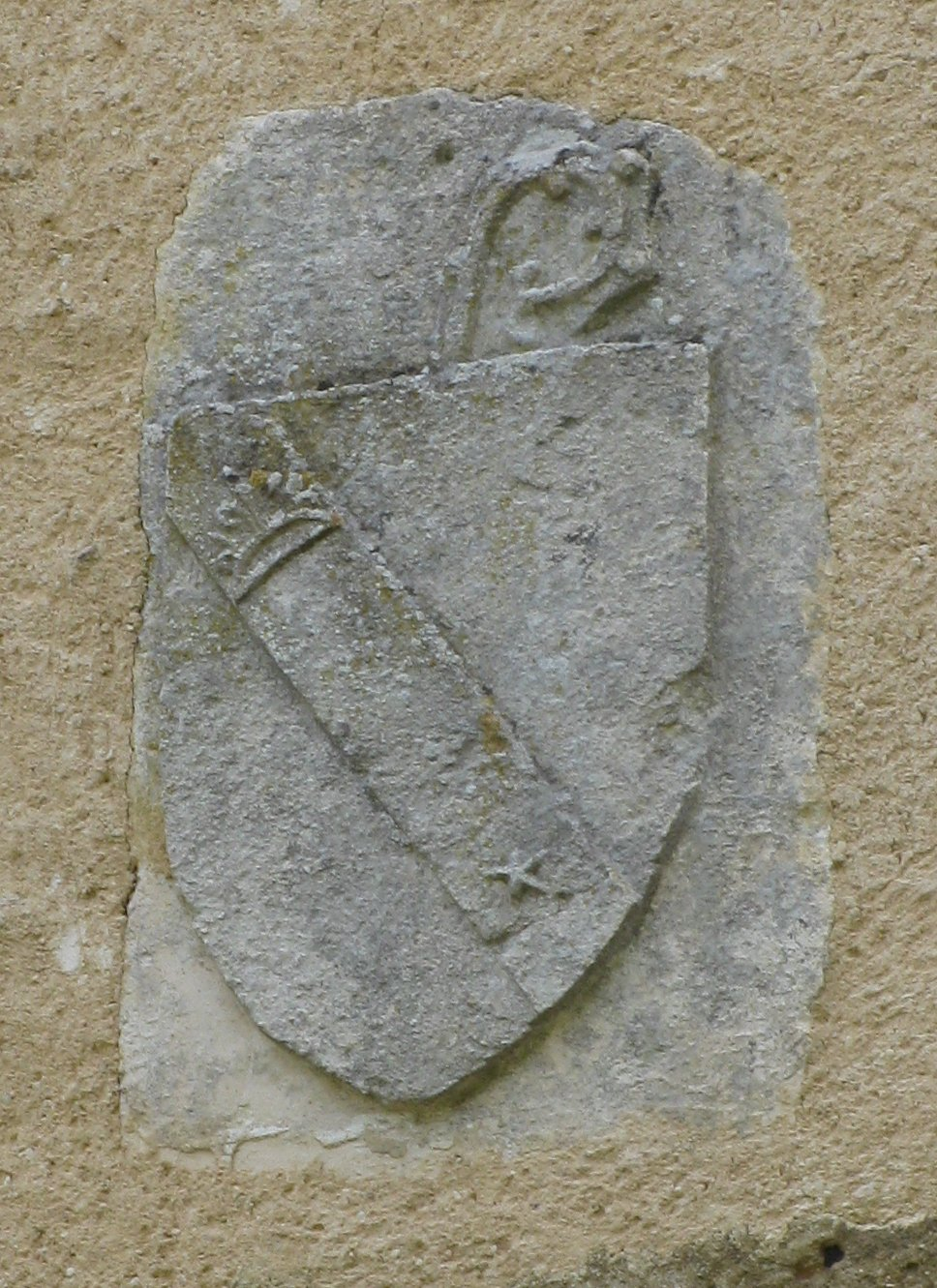
Écu et crosse d'abbé sur la tour carrée.
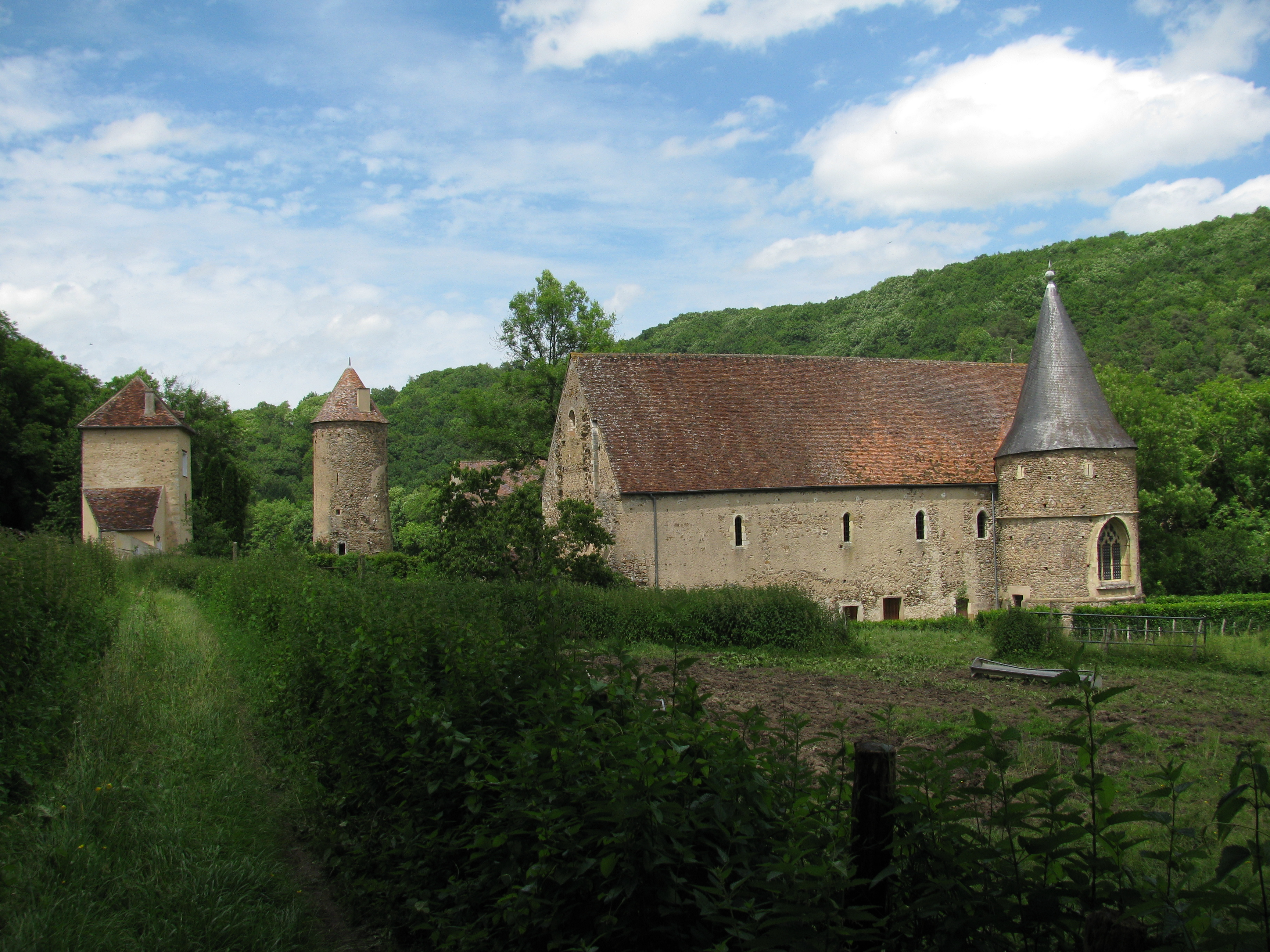
Vue de l'abbaye.
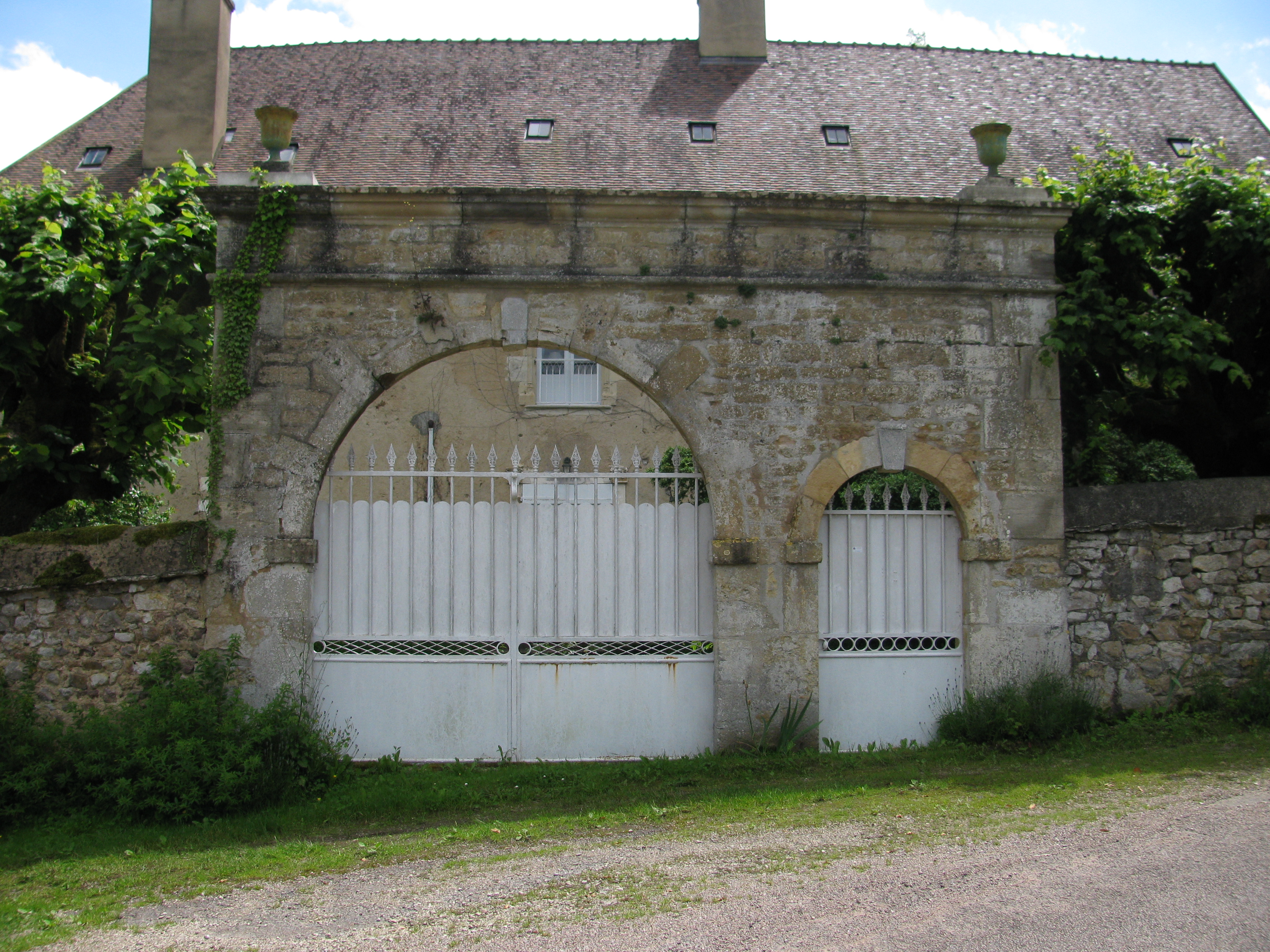
Le portail d'entrée.

## Liste des abbés
Les dates données, ne sont pas celles de prises de possessions ou de cessation de fonctions, mais les dates d'actes dans lesquelles ils se trouvent mentionnés en qualité d'abbés.

### Abbés réguliers
- Vers 1150 : Guillaume, ou Guy, connu par la lettre du pape Eugène III à l'abbé de Rigny ;
- 1220 : Durand (Durannus), mentionnée dans une charte donnée par le monastère de Régny (Gallia Christiana) ;
- 1248 : Jean Ier[9] ;
- 1278 : Bazile (liste manuscrite) ;
- 1288-1291 : Regnault[10] ;
- 1316 : Gautier (Galterius) (G.C)[9] ;
- 1375 : Hugues de Loisy ;
- 1402 : Guillaume de Lacoste ;
- 1415-1419 : Hugues de Liénais ;
- 1448-1461 : Jehan de Vandeuvre ;
- 1470 : Jean Duverne ;
- 1473 : Claude Duverne, religieux de ladite abbaye, nommé et institué abbé le 16 octobre 1473 par le cardinal Rolin, évêque d'Autun, après résignation de Jean Duverne ;
- 1486 : Jacques Menton.

### Abbés commendataires
- 1498 : Antoine Ier de Chalon, protonotaire et évêque d'Autun du 10 juillet 1483 à sa mort, le 8 mai 1500[11] ;
- 1505-1528 : Charles de Chalon. Il avait, à Cure, un grand prieur, secrétaire auquel il avait amodié les revenus de l'abbaye[12] ;
- 1547-1549 : Jean-Baptiste Abondio, originaire de Venise ;
- 1559-1573 : Ottaviono Abondio, également de Venise, neveu du précédent. Il prend possession le 6 décembre 1559[7] ;
- 1578 : François Guierry, chanoine de Vergy et aumônier du roi ;
- 1602-1624 : Adrien de la Rivière, il est qualifié de « scientifique »  dans un bail de l'année 1624 ;
- 1626-1629 : Paul de Vièvre, écuyer, frère de Ludovic de Vièvre, seigneur de Bazoches, du Bouchet, de Vigne, de Chitry, etc. ;
- 1635-1657 : Amable de Bourzeis, né à Volvic, le 6 avril 1606 fils de Jean-Charles de Bourzeis, seigneur de la Ribbe. Il était académicien et aumônier du roi. Le Galli Christiana dit que c'est un homme de grand mérite et lui donne le qualificatif de « scientifique personne ». Il est mort à Paris le 2 août 1672, doyen de l'Académie française. Prieur claustral : dom Jacques Filzeau ; sacristain : dom Jehan Darcy et religieux : dom Jean Boilleau ;
- 1670-1673 : Jean Galloys, membre de l'Académie française, de l'Académie des sciences, et professeur royal de langue grecque à Paris, où il meurt le 19 avril 1707. Il avait résigné son abbaye au profit de Jean de Barrault qui lui succéda. Qualifié dans les actes de « scientifique personne » ;
- 1696-1703 : Jean de Barrault, prêtre du diocèse de Nevers, docteur de Sorbonne, fait abbé le 24 décembre 1696 ;
- 1708-1711 : Nicolas Morand, chanoine de Soissons, nommé abbé le 8 avril 1708[13] ;
- 1714-1748 : Charles Coste de Champeron, dans les actes il est dit écuyer, prévôt de l'église Saint-Martin de Tours. Il est nommé à l'abbaye en 1714 comme le dit un acte de procédure de 1719. Il était encore abbé en 1748 comme il ressort d'une lettre qui lui est adressée en son hôtel rue de Pontoise à Saint-Germain-en-Laye[14] ;
- 1753-1790 : Robert Marien de Gourmont-Laval, prêtre du diocèse de Coutances, bachelier en droit, grand archidiacre et vicaire général de l'évêché de Dijon, chancelier de l'université de Dijon, vicaire général de l'archevêché d'Auch. Dernier abbé.

## Bienfaiteurs
- Hervé de Donzy et son épouse Mahaut de Courtenay ;
- les sires de Chastellux ;
- Pierre-Perthuis ;
- les seigneurs de Bazoches ;
- Guillaume du Bouchet (1328) ;
- Jean du Bouchet (donation de 1430) ;
- de Domecy ;
- de Vésigneux ;
- les évêques d'Autun.

## Armoiries
- « D'azur, à un cœur de gueules ; au chef d'argent, surmonté d'une crosse »[15]

## Terriers, propriétés
En 1549, sous l'abbatiat de Jean-Baptiste Abondio, le fermage des revenus de l'abbaye, y compris la terre dite Cour d'Origny, située près de Sainte-Colombe, était de 900 livres annuel, selon un bail de 27 mars 1549.
Il n'est plus que de 840 livres en 1618. Le bail comprenant tous les domaines et revenus temporels dépendants de l'abbaye, sans aucune réserve, lesdits droits en toute justice, haute moyenne et basse, revenus des bois, rivière, preys, épaves mainmortes, amendes, confiscations, etc. Le preneur devant payer en sus du prix du bail : « les pensions accoutumées à quatre religieux et un novice estant de présent en l'abbaye, qui est pour chacun de ces religieux, pour chacun an, 12 bichets de froment, 3 bichets, seigle, 25 livres en argent, et 3 muid de vin et pour ledit novice : semblable quantité de bled, 12 livres 10 sols d'argent et un muid et demi de vin, chacun an ; desquels un muid de vin blanc, un de vin clairet rouge, provenant du creu des vignes dépendant de ladite abbaye, et un muid de vin du disme de Sœuvre, dépendant de ladite abbaye, vin loyal et marchand […] et outre ce donner à disner auxdits sieurs religieux, chacun an, à chacun d'iceux ès jours des douze fêtes annuelles et au jour huict de janvier, chacun an, jour dédié pour le service attribué aux bienfaiteurs de la maison de Vésigneux ». Le preneur est en plus chargé d'acquitter les décimes accoutumés « et, s'il en vient d'esxtaordinaires et surabondants, il sera tenu les payer et advancer, affin que ledit bailleur n'en reçoive aucuns frais, lesquels décimes extraordinaires seront au preneur, en rapportant acquit, précomptés sur le prix de ladite année. » Il est de plus chargé « de faire l'exercice de la justice du bailliage de ladite abbaye, tant en Nivernois que Bougongne, sur les lieux et places accoustumées, et jours ordinaires et poursuivre à ses frais, les causes tant civiles que criminelles dépendant desdits domaines jusqu'à sentaence inclusive, dans ledit bailliage seulement ; nourrir et payer Messieurs les officiers, chacun an pendant les temps et termes accoustumés pour la levée des droitz de l'abbaye ». Il devait en plus des 840 livres, donner à l'abbé, chaque année une feuillette de vin blanc et une de clairet, du cru des vignes.
Puis, il passe à 1 500 livres et en 1673 à 1 800 livres et plus, puisque le preneur s'engage à payer la pension des religieux, les gages des officiers de justice, des décimes etc.
En 1716, le même bail est fait pour 1 600 livres plus les divers paiements.

### Patronage des cures
- Domecy ;
- Cure ;
- Bazoches, en 1164, par l'évêque Henri de Bourgogne, avec ses dépendances ;
- Pierre-Perthuis ;
- Neuffontaines ;
- Saint-André-en-Morvan.

### Prieurés
Prieuré Saint-Martin de Vassy-sous-Pisy. Il dépend de cette abbaye à partir du XVe siècle selon certains documents, ou du début du XVIIe siècle selon un autre.

### Chapelles
Chapelle Saint-Roch sur la commune de Bazoches, en limite de la commune de Saint-Aubin-des-Chaumes, au sommet d'une colline plantée de vignes en 1899, sur la lisière d'un bois. Cette chapelle est très ancienne, élevée d'environ deux mètres au-dessus du sol, couverte en laves, en deux parties distinctes. Son origine se perd dans la nuit des temps ; on suppose qu'elle fut construite par les moines de l'abbaye Saint-Martin de Chole à Cure, qui passaient là tous les ans, pour aller en pèlerinage à Autun. Le chemin qui longe la chapelle et fait la limite des  deux communes porte le nom de chemin de Saint-Ladre et existe toujours, en partie de Cure à Autun.

### Domaines
- à Cure en Nivernois : l'abbaye, les fossés, les jardins et vergers pour 2 arpents 14 perches ; le pré clos pour 2 arpents 2 quartiers ; Le Grand Pré  fauchable, pour 3 arpents 29 perches ; le pré en buissons et broussailles où l'on prend les gazons pour l'entretien de l'écluse, contient 1 arpent 2 quartiers ; la terre labourable contient 2 arpents moins 6 perches. Le tout contient 10 arpents 72 perches à 24 pieds par perche et 100 perches par arpent. Une pièce de pré-pâture dans l'ile aboutissant à l'écluse, contient la même mesure 46 perches, et un autre pré dans l'ile contient 1 quartier[Note 2]. Une terre à chenevière dans la même ile pour 15 perches. Le bois au-dessous de l'abbaye, le jardin et terre à chenevière contiennent en tout 3 arpents 1/2 en mesure de Nivernois. Le moulin banal, avec un petit jardin à côté ;
- à Uzy : une pièce de pré dite La Borne 1 arpent, 36 perches mesure de Bourgogne avec au pré du domaine un Pré de la sacristie usurpé, qu'il faut arpenter. Une autre pièce de La sacristie avec la terre attenant, le pré contient à la mesure de Bourgogne : 2 arpents, 36 perches 1/2. Cette pièce est à la sacristie. Au lieu-dit Pierrelée : 1 arpent 1/2 mesure de Bourgogne ;
- à Menades ;
- à Sœuvre (près de Fontenay) : le Labourage de Sainte-Christine affermé en 1547 par l'abbé Abondio. Il est dit dans le bail que de mémoire d'homme, ce meix était tombé en ruines et ne valait pas ses charges. Dans un bail de 1603 qu'un fermier prend à rente de l'abbé moyennant 3 livres et 5 sols, par an, un œuf, un hau (ail) et une pinte de vin, à payer au 1er mai, à chaque religieux, s'oblige en outre à donner, de belle main, 100 livres qui sont destinées à réparer la charpente des bâtiments de l'abbaye à l'endroit de la tour Saint-Nicolas et au cloître[18]. La corvée de la Chapelle Sainte-Christine contient 7 arpents 10 perches y compris la place de la chapelle. La petite pièce de terre dite La Racque pour 1 journal ; La Corvée Rateau pour 24 journaux contient 12 arpents 1/2 ; la vigne de la sacristie, n'a pas été mesurée ; La petite corvée de Luet au-dessous de la précédente comptée pour 12 journaux contient 6 arpents 10 perches ; La grande Corvée de Luet, comptée pour 30 journaux contient 17 arpents 56 perches ; La Corvée de Caume Bauton comptée pour 4 journaux, contient 1 arpent 84 perches ;
- à Chalevron et Charency, (1216) : certains biens acquis de Guillaume de Bazoches. En 1275 un accord est signé avec les seigneurs de Pierre-Perthuis et de Bazoches au sujet de la justice de Chalevron ;
- à Pierre-Perthuis ;
- à Ouches : terres acquises en 1526, revendues en 1536 par Charles de Chalon ;
- à La Cour d'Origny : affermé avec les autres dépendances de l'abbaye le 27 mars 1549. Vendue avec le consentement de l'évêque d'Autun en 1588 par François Guierry, abbé au profit de François de Caramont, seigneur de Thoury, pour la somme de 232 écus, 38 sous et 6 deniers de bellemain, et une rente de 150 livres à perpétuité[19].

### Bois
Vannes (12 arpents ; Bois-du-Roi (24 arpents) ; Les Vallées (13 arpents) ; Bois des Forts et des Charmats (49 arpents) ; le Frétay (72 arpents) ; Bois-des-Moines (10 arpents) ; Saint-Laurent (3 arpents) ; Bois des Abbatis (12 arpents), jouxtant au bois du comte de Chastellux et qui était au bénéfice de l'abbé. L'abbé Amable de Bourzeis fait donation du bois des Abbatis aux moines le 10 octobre 1657 pour qu'ils puissent se chauffer.

### Prés
- Chalevron, 2 prés (1457), reçu par Jehan de Vandeuvre : le pré du Gué des Roches, contenant environ 6 chariots de foin, et le Pré des Neues, trois charretées de foin ;
- Les prés de Menade, sis en la prairie de Menade, consistant en 4 pièces : Haste Mouillau pour environ 6 sées et une autre du même nom pour 2 sées, tenant par le haut au seigneur de Menades s'est trouvée contenir 425 perches qui valent à 100 perches par arpent, 3 arpents 3/4 et 13 perches 1/2[Note 3]. Une autre pièce de pré au même lieu de l'Haste Mouillau comptée pour 2 sées et qui ne fut pas retrouvée. Haste à la Bonne ou la Borne en labourage, au-dessus de Ménades, c'est le receveur qui en jouit. La troisième, Pré Boutereu pour 6 sées en deux pièces se trouve contenir 3 arpents, 49 perches qui valent pour 4 sées 15 perches. La quatrième, Pré du Couvent ou Pré Aubin, pour 1 sée et contient 81 perches. Un bail à rente du 20 juin 1416 mentionne un pré contenant 8 sées, sis à Menade, tenant d'une part au Pré Boutereu et à la Fontaine Didier et d'une pièce dite L'Ousche Rabouteau tenant au cimetière de Menade et au grand chemin ;
- Bazoches : pré de La Chaume, pour 4 chariots de foin ; L'Haste Blanchet ou Blanchot sis en la prairie de Bazoches pour 1 chariot de foin, contient en réalité 44 perches ; le Pré Alix ou Coulme sise en ladite prairie pour 2 chars de foin. Plus un pré aux Moines sise en la prairie de Bazoches c'est peut être une des prairies dénommées ci-dessus ;
- Domecy : le pré Chevreau sis au-dessus des terres de Comme au finage  au finage de Sœuvre. Le pré de Velles, joignant la prairie de Domecy, en 1670 il est donné pour 1 arpent 93 perches. Il est en terre labourable et le pré Clos sis derrière l'église de l'abbaye de Chore ; le Grand Pré, joignant le pré Clos. Le dénommé Seurre semble avoir empiété sur ledit pré (voir les vestiges de haies qui peuvent en faire les bornes) ; le pré Colin ; L'Haste du Meunier, sise au-delà du ruisseau allant à Chalevron proche du Gué aux Roches ; L'Haste du Pré sous Chamery du côté de Chalevron ; L'Haste Georgeot sous le pré au Crot ; pré La Fontaine de Saint-Martin au finage d'Usy proche le chemin allant de Vézelay à Chastellux contient 3 arpents 40 perches (usurpation), les possesseurs sont Albert Ribailler et Noël Gaufroy (1670). Il serait nécessaire d'avoir le titre de cette pièce et encore un près de l'étang Gaubelot (usurpation) contenant 95 perches c'est MM. de Plancy qui jouissent de ce pré (1670) ;
- Dans la prairie de Pierre-Perthuis : le Pré de la Chaume sous Chamery, compté pour 4 chariots de foin. Il contient 1 arpent 1/2. Le Pré Alix, contenant 2 chars de foin, contient 1 arpents 62 perches. Le Pré des Neuds, compté pour 3 charretées de foin, contient 93 perches. Le Pré de la Creusée sous Chamery contient 60 perches. Le Pré Colin, en terre labourable, contient 1 arpent 9 carreaux. Le Pré Chevreau, compté pour 6 faucheurs, contient 2 arpents 5 perches. Le Pré du Gué des Roches compté pour 6 chariots de foin, contient 2 arpents 43 perches 1/2.

### Terres labourables
- Les terres sises derrière l'église de l'abbaye, contenant 4 ou 5 journaux, joignant le Grand Pré ;
- Les terres de La Pitancerie, sises à Usy pour environ 3 journaux s'est trouvée contenir, à la mesure de Bourgogne, 1 arpent 1/2, 20 perches qui font 2 journaux 5 perches ;
- Terres dites Aux Gripotes, au finage de Chalevron, pour 2 journaux, contient en réalité 1 arpent 15 carreaux. Le Pré Haste Meunier ou Georgeot, sous le pré au Crot, contient 1 arpent 31 perches. Il en appartient moitié au dénommé Guillaume de Domecy ;
- Terres de Sœuvres : La Corvée Sainte-Christine, avec Les Raquets et tout ce qui est autour de la Chapelle Sainte-Christine que l'on dit contenir 14 journaux, contient 7 arpents 10 perches y compris la place de la chapelle; La Grande corvée de Luet pour 36 journaux ; la corvée du Rateau pour 25 journaux ; La petite corvée pour 12 journaux, la corvée appelée Comme Gaulon pour 4 journaux ; le Champ derrière pour 7 journaux ; 1 journal de terre sis le clos des vignes de l'abbaye de Chores à Sœuvre et 1 journal à Champ Regnault.

### Les Tierces à Ménades
- Les Aubues de pauvreté, contient 14 arpents de Bourgogne ;
- Champgelive, 10 arpents ;
- Pierre l'ée, 1 jouranl de terre ;
- Un pré non mesuré qui doit tierce.

### Vignes
- Bazoches : Vigne-Blanche et Maripas donation de 1291 reçue par Regnault, abbé ;
- Sœuvre : Le Clos des Vignes de l'Abbaye de Chore pour 100 ouvrées[20] ;
- Chalevron: 16 ouvrées de vignes, tenant du costé du midi et du septentrion au sieur Lavau, du costé de l'Orient ; le sieur Lavau fut longtemps fermier général de l'abbaye et l'abbé recommande de vérifier s'il n'a pas empiété sur ladite vigne. Ne contient en réalité que 94 perches qui font 9 ouvrées. Il manque 66 perches ;
- Le Chenot pour 4 ou 5 ouvrées tenant au chemein allant à Saint-Aubin.

### Dîmes
- Cure, Domecy et dépendances valant par année commune : 66 bichets de froment, 66 bichets de seigle, 92 bichets d'orge ou avoine et 50 livres en argent, pourquoi il faut payer au sieur curé desdits lieux 150 livres pour supplément de sa portion congrue[21] ;
- Pierre-Perthuis et finage de Précy-le-Moux, valant par commune année, environ 24 bichets de froment et 40 bichets d'orge ou avoine, raison pour laquelle il faut payer au curé de Pierre-Perthuis pour supplément de sa portion congrue, 63 livres et au chapitre de Vézelay 30 bichets d'avoine ;
- Bazoches - acquises en 1216 de Guillaume de Bazoches, par l'abbé Durand ; en 1272, transaction entre le curé de Bazoches et l'abbaye pour les dîmes de blé et de vin de cette paroisse. Il vaut par commune année environ 26 bichets de froment et 52 bichets d'orge ou d'avoine ;
- Sœuvre, valant par commune année 40 bichets de froment 13 bichets de seigle et 60 bichets d'orge ou d'avoine. En ce qui concerne le dixme du vin ledit seigneur abbé l'a abandonné au sieur curé dudit lieu pour supplément de sa portion congrue.
- Charency : une partie du dixme de Charency, valant par commune année environ 16 bichets de froment et 32 bichets d'orge ou d'avoine ;
- Neuffontaines : valant par commune année environ 100 livres en argent ;
- Ville-Urbin et Ouches : valant par commune année environ 28 bichets de seigle et 43 bichets d'avoine ;
- Orbigny et Athée : valant par commune année environ 72 livres ;
- Saint-Germain-des-Champs : une partie du dixme valant par commune année environ 150 livres.

### Moulins
Moulin banal de Cure, avec le battoir, les terres et prés en dépendant. Il s'affermait 600 livres par an, ou en nature : 26 bichets de froment, 26 bichets de seigle et autant d'orge.
Le dernier bail du 2 juin 1789 est consenti au sieur Barbier, meunier à Sœuvre qui loue « le moulin, avec les bâtiments en dépendant, battoir à chanvre ou huilerie à côté du moulin, petit jardin tenant au bâtiment ; plus un petit jardin dans le fossé de ladite abbaye, tenant au pont-levis d'ycelle ; plus une écurie, de fond en faîte, et un petit jardin à côté, une grange vis-à-vis et auprès de ladite, écurie, plus une hâte de pré, finage de Chalvron, appelé du Gué aux Roches ; plus deux journaux de terre au finage de Domecy, appelés Le Corbier de l'abbaye ; plus le sol à croître quatre chariots de foin, appelé : Le Pré de la Chaume, plus deux isles appartenant audit seigneur abbé situées le long du gour dudit moulin, vis-à-vis et à l'opposite du jardin de ladite abbaye, de la semence d'un boisseau de chenevy ; […] plus la dixmes des bois de Chors en Bourgogne et ses dépendances […] ; plus deux jourbnaux de terre, appelés en : La Presle, finage de Domecy ; […] le droit de pesche sur toute la rivière appartenant audit seigneur, etc. ». Le bail comprend encore « les droits de passage de bois de moule, qui consiste en 25 sols par journée que ledit bois descend et le droit de 10 sols par jour pour un homme placé sur le pertuis du gour du moulin pour dépendre les bois flottants appartenant (lesdits droits) au seigneur abbé (lesquels droits), seront perçus par le preneur à son profit comme faisant partie du présent bail, ainsi que l'occupation des bois qui se trouveront sur tous les héritages dudit seigneur abbé, […] bail fait moyennant le prix et somme : à savoir ; pour le moulin, prés et etrres situés au costé de Nivernois, 230 livres et pour ladite dixme des bois de Chors, terres situées au finage de Menades et d'Usy, au costé de Bourgogne, de 120 livres, faisant un total de 350 livres etc. »

### Rentes
150 livres sur la terre d'Orbigny près de Sainte-Colombe.

### Usurpations
Informations provenant d'une pièce dressée par Boillault, en conséquence d'un précédent mémoire que lui adresse l'abbé Galloys (1673) :
- La corvée dite Le Champ derrière, comptée pour 6 ou 7 journaux. Cette pièce de terre « a esté usurpée par un nommé Lecointre, qui a vendu au nommé Lazare Petit de Seure, qui en jouit à présent » ;
- Un journal de terre sur le Clos de Chastelux, à présent en vigne possédé par le sieur (illisible) d'Avallon ;
- Un journal de terre, lieu-dit Champ Renault, à présent possédé par Lazare Petit ;
- Un désert de vigne, appelé : La Mignette, contenant 1/2 arpent. La vigne est en très bon état. Elle est à présent possédée par M de Viteaux, seigneur de Pierre-Perthuis ;
- Un journal de terre sur la vigne appelée le Grand Clos de l'abbaye de Chores, en bonne vigne, possédée par Pierre Niccau, meunier qui l'a acquis de Claude Rétif. Cette vigne compte pour 100 ouvrées de vigne, 10 ouvrées par arpent, mesurée à 24 pieds pour perche et 100 perches pour arpent, s'est trouvée contenir 7 arpents 1/2 qui ne font que 75 ouvrées, y compris la moitié du murgé de pierres, les haies et buissons[22] ;
- Un canton de pré, appelé soubz Caume, venu des Blanchard, contenant la seulle de dix faucheurs et demi. Les nommés Houdaille ont vendu au nommé Bertin ;
- Un canton de pré, appelé le pré Morand, un faucheur et demi tenant ;
- la seulle d'une demy chartée de foin appellée La Savée.

- À trouver :
  - Un désert de vigne, au dit Seure, contenant 3 hommes à présent possédé par Michel Lobereau et Edme Macollin, la vigne s'appelle, La Courtaude ;
  - Un désert de vigne, appelé en champ (illisible), appartieny à lma veuve Baulenot, un quart. Ceste vigne est possédée par Lazare Lecointre.